# Жилой дом И. Ф. Эглита
Жилой дом И. Ф. Эглита — выявленный памятник градостроительства и архитектуры в историческом центре Нижнего Новгорода. Построен в 1905 году. Является примером нижегородского городского деревянного доходного дома в формах эклектики и народного стилизаторства начала XX века.      
Дом имеет важное градостроительное значение, так как вместе с другими зданиями на улицах Короленко, Студёной, Славянской и Новой образует цельный архитектурный ансамбль исторической застройки второй половины XIX — начала XX веков — достопримечательное место «Район улиц Короленко, Славянской, Новой».

## История
Дом расположен на южной окраине исторического центра Нижнего Новгорода. С конца XVIII века по 1824 год на данной территории располагались канатные заводы. В 1839 году новым генеральным планом территория была включена в городскую, что привело к формированию на этом месте нового большого жилого района, планировку которого разработали архитектор И. Е. Ефимов и инженер П. Д. Готман в 1836—1839 годах. В ходе планировки была проложена улица Канатная (с 1928 года — Короленко).
Дом Эглит расположен на бывшем участке городского владения, принадлежавшего вдове германского подданного Луизы Беати Бюшер. В 1905 году владение было продано губернскому секретарю Ивану Франциевичу Эглиту. В том же году Нижегородская городская управа утвердила проект постройки нового двухэтажного деревянного дома на каменном подвале при условии сноса двух старых деревянных строений и возведении брандмауэра. Проект предусматривал живописное завершение дома в виде шатра и четырёхлоткового купола, ажурный гребень над коньком высокой кровли и аттиковую стенку с чердачным окном. Данное архитектурное решение не воплотилось в жизнь. Полностью соответствовали плану только фасады и внутренняя планировка.
В 1908 году Эглит продал владение действительному статскому советнику Василию Петровичу Владимирову. В 1915 году оно перешло от наследников — жены врача Александры Петровны Родзевич (урожденная Владимирова), Зинаиды Макаровны Ивановой и Клавдии Андреевны Владимировой к титулярному советнику Вячеславу Петровичу Владимирову, за которым числилось до 1918 года.
Во второй половине XX века во дворе дома построили одноэтажное жилое строение из силикатного кирпича, соединив его с домом Эглит кирпичным переходом. Служебные строения домовладения, стоявшие в углах участка были снесены, вероятно, в конце XX века.
В 2018 году главный архитектор Научно-исследовательского предприятия «Этнос» И. С. Агафонова и юрист М. И. Чуфарина подали заявление о включении дома в единый государственный реестр объектов культурного наследия. Приказом Управления государственной охраны объектов культурного наследия Нижегородской области дом Эглит был включен в перечень выявленных объектов культурного наследия. В 2020 году новым приказом Управления государственной охраны объектов культурного наследия Нижегородской области был признан объектом культурного наследия регионального значения.

## Архитектура

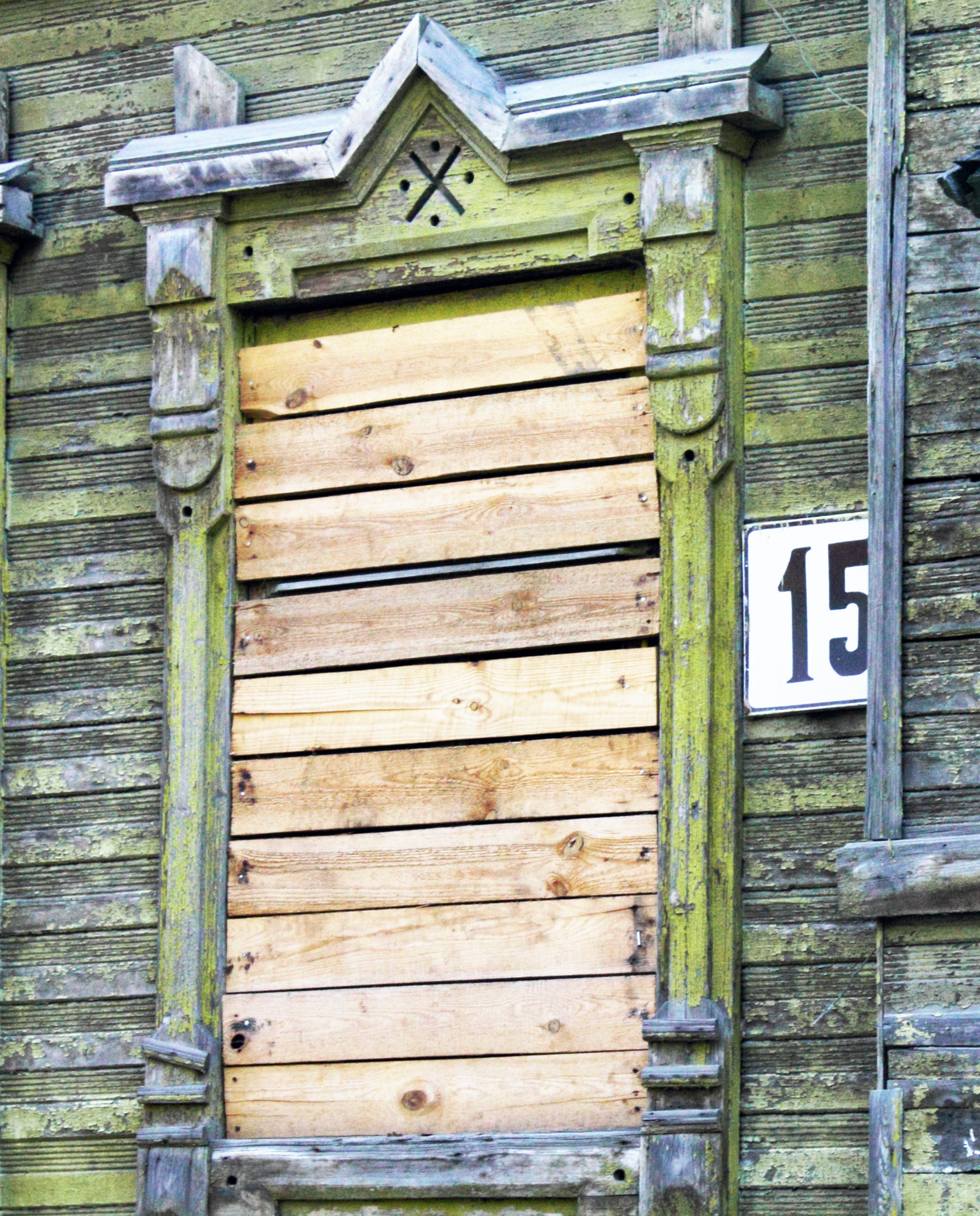
Наличник окна.

В плане дом прямоугольный, слегка вытянут вдоль улицы. Сбоку к нему примыкают узкие прямоугольные в плане сени с двумя выступами со двора и брандмауэрной северной стеной. Фундамент кирпичный, ленточный. Вальмовая кровля выполнена из листовой стали на фальцах по деревянной обрешётке.
Внешний облик фасадов выполнен в виде стилизаторства национальных форм 2-й половины XIX века. Они обшиты узкими чередующимися гладкими и калёваными досками, создающими эффект горизонтального руста. Венчает фасады подшивной карниз, в виде полки значительного выноса. Под ним проходит фриз из вертикального тёса с подзором, украшенным прорезным декором в виде косых крестиков и мелких круглых отверстий, ажурных углов свисающих концов. Фасады членятся межэтажным профильным карнизом из полочек. Композиция парадного фасада из восьми световых осей почти симметрична. Она делится филенчатыми лопатками закрывающими выступы угловых венцов и внутренних перерубов на четыре части.
Все окна прямоугольные, украшены наличниками с прямыми профилированными сандриками на консолях из двух бриллиантовых накладок, боковыми стойками и подоконными досками. Декор стоек со свесами в виде капелек повторяет бриллиантовую накладку. Их лицевая сторона с боковыми фасками прорезана вертикальным желобком. Нижние края подоконных досок оформлены прямоугольными вырезами. Сандрики верхних окон завершены треугольникам по центру и их половинками по бокам. По этому же образцу, сандрики окон первого этажа в центре переходят в щипец с прорезным косым крестом и четырьмя круглыми отверстиями в тимпане.
Дом сохранил первоначальную планировку. Её основу составляют четыре капитальные бревенчатые стены, каркасные перегородки и кирпичная северная брандмауэрная стена. В обоих этажах сохранились кирпичные печи, некоторые отделаны кафелем и оформлены фигурными филенками. Сохранились двустворчатые филенчатые двери и одна одностворчатая, профилированные внутренние оконные наличники, в трёх комнатах — щитовой паркет с рисунком из косых ромбов, потолочные карнизы, местами потолочные розетки. Лестницы сохранили изящные точёные балясины и профилированные поручни.